# Duclair
Duclair é uma comuna francesa na região administrativa da Normandia, no departamento de Sena Marítimo. Estende-se por uma área de 10,03 km². Em 2010 a comuna tinha 4 188 habitantes (densidade: 417,5 hab./km²).